# True Love (sèrie de televisió)
True Love (títol original, Truelove) és una sèrie de televisió dramàtica britànica per a Channel 4 protagonitzada per Lindsay Duncan i Clarke Peters. La sèrie es fa la pregunta: "és correcte ajudar a posar fi a una vida?" i va ser creada per Charlie Covell i Iain Weatherby per a Clerkenwell Films. Es va estrenar el 3 de gener de 2024. S'ha subtitulat al català per a FilminCAT.

## Repartiment
- Lindsay Duncan com a Phil
- Clarke Peters com a Ken
- Sue Johnston com a Marion
- Phil Davis com a Nigel
- Peter Egan com a David
- Karl Johnson com a Tom
- Fiona Button com a Kate
- Zee Asha com a Belinda
- Alison Fitzjohn com a Shirley
- Kate Rutter com a Barbara
- Andrea Valls com el comissari Harding
- Isabelle Pratt com a Alexandra
- Isaac Vincent-Norgate com Albert
- Kiran Sonia Sawar com a Ayesha[2]

## Producció
Channel 4 va anunciar la sèrie el maig de 2022 a partir d'un guió escrit per Iain Weatherby i amb la producció de Charlie Covell i Weatherby per a Clerkenwell Films. El productor era Alex Walsh-Taylor i els productors executius, Emily Harrison, Andy Baker, Petra Fried, la mateixa Covell i Weatherby.

### Càsting
L'actriu Julie Walters estava implicada en el projecte. Tanmateix, la producció es va haver d'aturar perquè Walters consultés als metges per un mal d'esquena agut, i finalment va haver de retirar-se'n per problemes de salut. Va ser substituïda per Lindsay Duncan i tots els altres membres del repartiment van poder tornar al rodatge.

### Rodatge
El rodatge es va iniciar a Clevedon, Burnham-on-Sea i Bristol l'estiu del 2022. Després d'una pausa, el rodatge es va reprendre a Bristol i Clevedon el maig de 2023 amb Chloë Wicks i Carl Tibbetts en la direcció.

## Transmissió
La sèrie es va emetre al Regne Unit a Channel 4 a partir del 3 de gener de 2024.

## Rebuda
Lucy Mangan a The Guardian va elogiar les interpretacions qualificant Lindsay Duncan de "magnífica" i "perfecta". També va elogiar el guió de Iain Weatherby: "Ple de grans línies, però també hàbil, dens i... profundament commovedor". Anita Singh a The Daily Telegraph va dir que a sèrie era "gloriosa" i va elogiar el guió "enginyós". Carol Midgeley a The Times la va descriure com "convincent" i la temàtica era "material brutal".